# Középiskolai Matematikai és Fizikai Lapok
Középiskolai Matematikai és Fizikai Lapok (Математичний і фізичний журнал для середніх шкіл, KöMaL) — угорський математичний і фізичний журнал для старшокласників. Також розділ присвячено інформатиці. Він був заснований Данилом Арани, вчителем середньої школи з міста Дьйор, Угорщина і постійно видається з 1894 року.
KöMaL організовує різні відомі змагання кореспонденції для старшокласників, вносить важливий внесок в розвиток угорської середньої школи. З початку 1970-х років, всі проблеми в журналі KöMaL були перекладені на англійську мову; опубліковані рішення, однак, як правило, не перекладаються. A 100-річний архів питань доступний в інтернеті.
Журнал був джерелом натхнення для United States of America Mathematical Talent Search.

## Структура

### Matematika
- A pontverseny: matematika problémák
- B pontverseny: matematika feladatok
- C pontverseny: matematika gyakorlatok
- K pontverseny: matematika gyakorlatok csak 9. osztályosoknak

### Informatika
- I pontverseny: informatika alkalmazási és programozási feladatok
- S pontverseny: nehezebb programozási feladatok

### Fizika
- P pontverseny: fizika feladatok
- M pontverseny: mérési feladatok